# Kabinett Enoksen II
Das Kabinett Enoksen II war die zwölfte Regierung Grönlands.

## Entstehung
Erst im Dezember 2002 war eine neue Regierung mit Siumut und Inuit Ataqatigiit unter Hans Enoksen gebildet worden. Nach nur drei Wochen zerstritten sich beide Parteien. Hans Enoksen hatte drei Ministeriumsdirektorenposten an Parteifreunde vergeben, ohne sie öffentlich ausgeschrieben zu haben. Der neuernannte Regierungsdirektor Jens Lyberth hatte die Schamanin Maannguaq Berthelsen das Parlamentsgebäude von bösen Geistern befreien lassen, was zu starker Kritik im In- und Ausland führte. Am 9. Januar 2003 stellte Josef Motzfeldt ein Ultimatum und forderte die umgehende Entlassung aller drei Direktoren. Am Tag darauf begann die Inuit Ataqatigiit Sondierungsgespräche mit der Atassut, womit Hans Enoksen nach nur einem Monat im Amt die Macht zu verlieren drohte. Auch die Siumut begann neue Sondierungsgespräche. Am 12. Januar einigten sich jedoch Siumut und Inuit Ataqatigiit auf eine Fortsetzung der politischen Zusammenarbeit, nachdem die drei Direktoren von Hans Enoksen entlassen worden waren. Nur drei Tage später kündigte Hans Enoksen jedoch die Regierung auf, weil er sich vom Koalitionspartner ungerecht behandelt fühlte, und begann selbst Koalitionsgespräche mit der Atassut. Nur einen Tag später gaben beide Parteien den Koalitionsvertrag bekannt. Am 20. Januar wurde die Regierung im Parlament gewählt.

## Kabinett
| Minister                  | Ministerium                        | Anmerkung |
| ------------------------- | ---------------------------------- | --------- |
| Hans Enoksen (Siumut)     | Premierminister                    |           |
| Arĸalo Abelsen (Atassut)  | Bildung                            |           |
| Ruth Heilmann (Siumut)    | Familie und Gesundheit             |           |
| Finn Karlsen (Atassut)    | Erwerb und Rohstoffe               |           |
| Simon Olsen (Siumut)      | Fischerei, Jagd und Landwirtschaft |           |
| Mikael Petersen (Siumut)  | Umwelt und Wohnungswesen           |           |
| Augusta Salling (Atassut) | Finanzen                           |           |